# Baby Bigfoot
Baby Bigfoot è un  film del 1997, diretto da Art Camacho. È una storia di ambientazione fantascientifica.

## Trama
Durante una vacanza in famiglia due ragazzi incontreranno una creatura dei boschi, un Bigfoot, e l'aiuteranno a difendersi da alcuni cacciatori intenzionati ad uccidere il suo cucciolo.